# Lal wa Sarjangal (huyện)
Lal wa Sarjangal là một huyện thuộc tỉnh Ghowr, Afghanistan. Dân số thời điểm năm 1999 là 94,2 người.